# Cheval de sport brésilien
Le cheval de sport brésilien (portugais : Brasileiro de hipismo) est un stud-book de chevaux de sport développé au Brésil, spécialement pour les compétitions de saut d'obstacles. Récent, ce stud-book s'est constitué sur la base de différents croisements entre chevaux brésiliens locaux et chevaux de sport européens. Il est reconnu depuis 1977. Avec un effectif d'environ 6 000 chevaux, le cheval de sport brésilien est exporté vers d'autres pays.

## Dénomination
Nommé Brasileiro de hipismo en portugais, ce stud-book est souvent désigné en anglais par les noms de Brazilian Sport Horse ou Brazilian Horse, abrégé BH.

## Histoire
Le stud-book est récent, car la demande en chevaux de sport au Brésil est tardive, de tels chevaux étant auparavant importés. Son origine remonte à des croisements pratiqués depuis les années 1970 par Enio Monte, au haras d'Itapuá, entre différentes races de chevaux de selle, notamment le Pur-sang, le Pure race espagnole, le Hanovrien, le Selle français, le Trakehner, l'Oldenbourg, le Holsteiner, le Westphalien, le Selle argentin et l'Irish Sport Horse, avec des chevaux locaux brésiliens de race Crioulo,. L'objectif est de sélectionner une race apte aux sports équestres olympiques.
Le stud-book est reconnu le 9 juillet 1977 au Brésil,.

## Description
D'après le guide Delachaux, ces chevaux toisent de 1,70 m à 1,75 m. L'ouvrage de l'université d'Oklahoma indique simplement une taille supérieure à 16 mains, soit 1,625 m. Le modèle est celui du cheval de sport, athlétique et doté d'une bonne musculature.
Les robes les plus communes sont le bai sous toutes les nuances, et l'alezan. La race est réputée docile et énergique.
La sélection est assurée par la Associação Brasileira de Criadores de Cavalo de Hipismo (Association brésilienne des éleveurs du cheval de sport brésilien).

## Utilisations

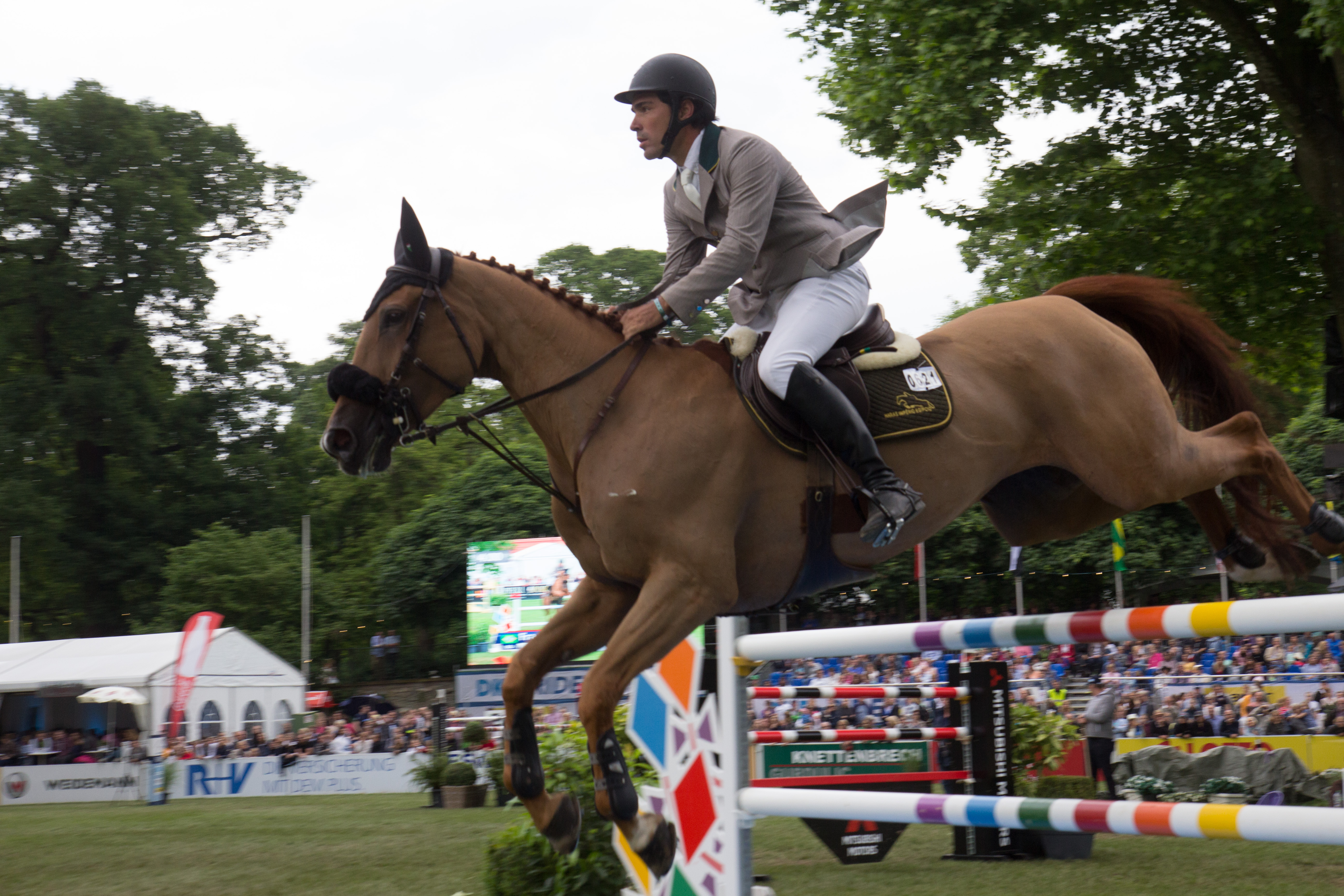
Francisco José Mesquita Musa et Sharapova Imperio Egipcio, cheval de sport brésilien.

L'objectif de sélection vise le saut d'obstacles, mais ces chevaux conviennent aussi au dressage et au concours complet d'équitation. Le stud-book est jeune, mais quelques chevaux de sport brésiliens ont participé aux Jeux olympiques : Aspen, Calei Joter, Cassiana Joter et Adelfos aux Jeux olympiques d'Atlanta en 1996, Aspen, Calei Joter et Marco Metodo aux Jeux olympiques de Sydney en 2000.
En 2000, Singular Joter II (frère de Singular Joter, un étalon approuvé en Allemagne) a pris la troisième place du championnat du monde des jeunes chevaux à Lanaken en Belgique, et Bacchus Tok prit la seconde place du championnat américain des jeunes chevaux à Monterrey au Mexique. 

## Diffusion de l'élevage
La race est surtout présente dans la région de São Paulo, au Brésil. 50 chevaux de ce stud-book environ sont exportés chaque année vers les États-Unis et de nombreux pays européens. La base de données DAD-IS ne fournit aucun effectif et n'indique aucun niveau de menace. En 2007, d'après Hendricks, le stud-book comptait 6 000 chevaux.